# Visna-maëdi
Le visna-maëdi, parfois appelé maëdi-visna (MV) est une maladie contagieuse touchant principalement les ovins et causée par le virus visna-maëdi, un rétrovirus de la famille des lentivirus. La forme maëdi correspond à une pneumonie progressive, la forme visna à une forme nerveuse. L'affection peut également se traduire par l'apparition de mammites ou d'arthrite. La maladie évolue en quelques mois vers la mort.

## Importance, gravité et extension de la maladie

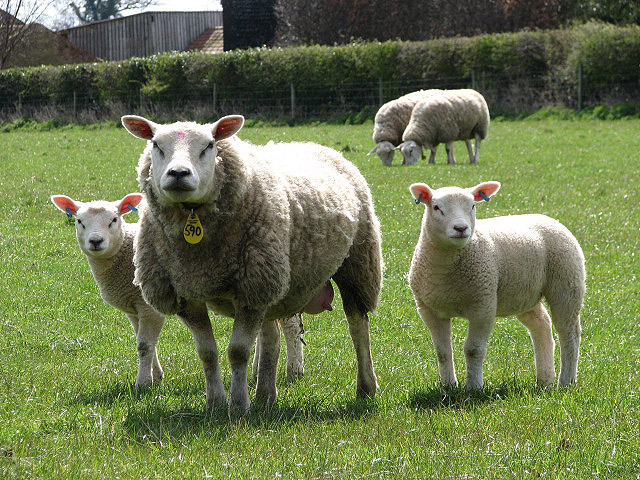
Les moutons de race Texel semblent particulièrement sensibles au virus visna-maëdi.

À l’exception de l’Australie et de la Nouvelle-Zélande, la maladie touche tous les pays du monde et peut occasionner des pertes importantes. L'espèce ovine est la principale victime de la maladie, mais son agent causal, très proche du virus de l’arthrite encéphalite caprine à virus (CAEV), peut également infecter les caprins. Le visna-maëdi n’est pas transmissible à l'Homme. Il est  classé comme danger sanitaire de 2e catégorie et fait partie des maladies animales à notifier à l'Organisation mondiale de la santé animale.

## Infection, symptômes et lésions
Tout ovin infecté peut contaminer le troupeau. Les jeunes agneaux se contaminent généralement à la tétée, où par voie respiratoire. La transmission verticale (in utero) semble marginale. La transmission indirecte (aiguilles souillées) est possible. 
La maladie apparaît dans un troupeau après introduction d’un animal infecté et s'y installe sous forme enzootique par l’infection latente des brebis et la transmission aux agneaux. Évoluant lentement et discrètement, l’infection peut finir par toucher 80 % des adultes, avec une expression clinique sur 10 à 20 % des sujets. Après infection, la plupart des sujets atteints restent asymptomatiques et l'incubation peut durer 2 à 3 ans. La forme respiratoire (forme maëdi), ou pneumonie progressive, est la plus couramment rencontrée en France. La forme nerveuse (forme visna) est rare. On décrit aussi des formes mammaires et articulaires.
- Forme respiratoire - Il s'agit de la forme la plus fréquente en France. Après l'infection, la maladie (maëdi) se développe progressivement, sans hyperthermie ni perte d'appétit, en commençant par un essoufflement à l'effort[5], évoluant vers une dyspnée accompagnée d'une toux sèche. L'animal maigrit, puis finit par succomber à l'anoxie en 6 mois à un an. Des complications bactériennes peuvent hâter le décours mortel de la maladie. À l'autopsie, on découvre des poumons hypertrophiés, caoutchouteux, 2 à 3 fois plus lourds que la normale[6].
- Forme nerveuse - Cette forme rare (visna) associe dépérissement progressif et tremblements, ataxie et parésie postérieure, avec un décours fatal en quelques mois. L'analyse anatomo-pathologique révèle des lésions de méningo-leuco-encéphalite démyélinisante avec infiltration lymphocytaire.
- Forme mammaire - Il s'agit d'une mammite chronique caractérisée par une induration[7]. Les ganglions lymphatiques sont hypertrophiés, le taux cellulaire du lait est augmenté[8]. La production laitière chute, entraînant des retards de croissance chez les agneaux des brebis touchées.
- Forme articulaire - Il s'agit d'une forme rare, évoluant comme une arthrite chronique, le plus souvent localisée aux carpes et se traduisant par des boiteries.

## Virus responsable
Le virus du visna-maëdi est un virus à ARN à enveloppe, classé dans le genre Lentivirus de la famille des Retroviridae. Sa résistance dans le milieu extérieur est faible. Très proches du virus CAEV, il compose avec lui le groupe des « lentivirus des petits ruminants ». Comme tous les rétrovirus, il intègre, sous forme d’ADN proviral, le génome cellulaire des cellules infectées. L’infection est asymptomatique chez de nombreux sujets et la réaction immunitaire tardive.

## Diagnostic
Les formes pulmonaires sont assez caractéristiques, mais elles peuvent prêter à confusion avec la lymphadénite caséeuse, l'adénomatose (adénocarcinome) pulmonaire ou le simple parasitisme pulmonaire. La forme nerveuse peut être confondue avec la tremblante. Le recours au laboratoire est donc nécessaire pour établir un diagnostic de certitude.

## Prévention et traitement
Il n’existe ni vaccin, ni traitement contre le visna-maëdi et la maladie est mortelle dans 100 % des cas. 
L'éleveur dont le cheptel est indemne ne peut compter que sur des mesures drastiques de prévention sanitaire pour éviter l'introduction de la maladie dans son exploitation (quarantaine, surveillance sérologique périodique du cheptel).
Si le cheptel est infecté, l'éleveur peut avoir recours à deux méthodes, selon le pourcentage de sujets atteints : 
- la première consiste à dépister les malades et à séparer les agneaux de leur mère à la naissance pour les placer dans un troupeau sain et séparé, tout en éliminant progressivement les animaux infectés ;
- la seconde consiste à dépister et à éliminer les sujets infectés et leur descendance de l’année. En renouvelant l'opération tous les 6 à 12 mois, il est possible d'assainir le troupeau.